# مجزأة بن ثور السدوسي
مجزأة بن ثور بن عفير بن زهير بن عمرو بن كعب بن سدوس السدوسي، (20 هـ - 641 م): شجاع فاتح صحابي. ومجزأة هو الذي فتح مدينة تستر.
وفتح تستر في خبر طويل خلاصته: أن أبا موسى الأشعري أقام على أبواب تستر، محاصراً لها، نحو سنة، وجاءه أحد أهلها فطلب أن يصحبه رجل من ذوي الفطنة يحسن السباحة، فأرسل معه «مجزأة» فدخل به من مدخل الماء، ينبطح على بطنه أحياناً، ويحبو، حتى دخل المدينة وعرف طرقها. ورجع إلى أبي موسى، ثم عاد ومعه 35 رجلا «كأنهم البط: يسبحون» وطلعوا إلى السور، وكبروا واقتتلوا هم ومن على السور، فقتل مجزأة وفتح أصحابه البلد.

## وفاته
في حصار تستر سنة 20 هـ، استدل المسلمون بعد أن طال الحصار على سرب يصل إلى وسط المدينة، فدعى أبو موسى الأشعري أمير الجيش البراء بن مالك، ليجمع جماعة يدخلون معه السرب لفتح الحصن من الداخل. استعان البراء بمُجزأة بن ثور وعدد من الرجال، فاستطاعوا الخلوص إلى جوف المدينة، وفتح باب الحصن، إلا أن البراء ومُجزأة قتلا يومها، قتله يومها الهرمزان قائد الفرس. قال ابن أبي حاتم في كتابه الجرح والتعديل "مجزأة بن ثور السدودسي قُتلَ في عهد عمر رضي الله عنه في ناحية البصرة".